# Чёрный макрурус
 Чёрный макрурус или   чёрный долгохвост (лат. Coryphaenoides acrolepis) — вид морских лучепёрых рыб из семейства долгохвостовых отряда трескообразных. Распространены в северной части Тихого океана.

## Описание
Тело удлинённое, сужается к хвостовой части до тонкой нити, покрыто мелкой плотносидящей циклоидной чешуёй, каждая чешуйка с 3—9 расходящимися гребнями из острых зубчиков. От середины основания первого спинного плавника до боковой линии 7—9 рядов чешуи. Голова большая, её длина составляет 17—25% от длины тела. Голова полностью покрыта чешуёй, за исключением узкой полосы по бокам рыла, подглазничного пространства и вентральных краёв рыла. Рыло довольно длинное и заострённое, его вершина покрыта мощными, грубыми щитками. Выступает над нижней челюстью. Длина рыла больше межглазничного промежутка. Подбородочный усик небольшой, его длина составляет 11—19% от длины головы. Зубы на обеих челюстях мелкие, конической формы, расположены в два ряда, на нижней челюсти немного мельче, чем на верхней. В жаберной перепонке 6 лучей. На внутренней стороне первой жаберной дуги 11—13 жаберных тычинок. Глаз большой, его диаметр 24—31% длины головы.
Первый спинной плавник высокий с коротким основанием и с двумя колючими лучами, один из которых трудноразличимый, а второй хорошо развит и имеет зазубренные края. В первом спинном плавнике 9—11 мягких лучей. Расстояние между первым и вторым спинным плавником небольшое, составляет 8—15% от длины головы. Второй спинной и анальный плавники длинные и низкие, продолжаются на хвостовую часть тела. Во втором спинном плавнике 122 мягких луча, а в анальном 94 мягких луча. Брюшные плавники с 8 лучами расположены на брюхе под грудными плавниками, первый луч несколько удлинённый. Хвостовой плавник отсутствует.  Брюхо короткое. Анальное отверстие расположено непосредственно перед началом анального плавника. Пилорических придатков 12—14.
Тело у взрослых особей окрашено в тёмно-коричневый или чёрный цвет, плавники тёмные. Молодь серого или серовато-коричневого цвета.
Максимальная длина тела 104 см, обычно около 50 см, масса тела — до 5 кг .

## Биология
Морские глубоководные рыбы. Обитают в придонных слоях воды на глубине от 300 до 3700 м, обычно 600—2500 м, при температуре от 1°С до 4°С; встречаются также в толще воды. Зимой перемещаются вдоль склона в более глубокие слои воды, а в тёплое время года возвращаются на меньшие глубины. Молодь пелагическая, и лишь по достижении длины 8 см опускается ко дну.
Максимальная продолжительность жизни 73 года.

### Размножение
Самки впервые созревают при длине тела около 50 см. Нерестятся зимой и весной, с пиком в весенние месяцы. Плодовитость варьируется от 46 до 267 тысяч икринок и зависит от длины и массы тела рыб. Диаметр зрелой икры 1,3—2,0 мм, одна жировая капля оранжевого цвета. Икра пелагическая.

### Питание
Молодь питается преимущественно копеподами. В состав рациона взрослых особей входят как пелагические, так и донные организмы: полихеты, бокоплавы, кальмары, осьминоги, креветки, крабы и рыбы (миктофовые и молодь макрурусов).

## Ареал
Распространены в северной части Тихого океана от Хонсю вдоль Сахалина, Курильских островов, восточного побережья Камчатки (встречаются в южной части Охотского моря) до Командорских островов и далее на юг от Алеутских островов вдоль побережья Аляски до севера Мексики.

## Промысловое значение
Специализированный промысел не ведётся. Попадаются в качестве прилова при промысле других макрурусов и камбал. Ловят донными и разноглубинными тралами, донными ярусами. Реализуются в свежем и мороженом виде. На пищевые цели может использоваться печень и икра. 